# Caspiosoma caspium
Caspiosoma caspium är en fiskart som först beskrevs av Kessler, 1877.  Caspiosoma caspium ingår i släktet Caspiosoma och familjen smörbultsfiskar. IUCN kategoriserar arten globalt som livskraftig. Inga underarter finns listade.